# Ancyluris etias
Ancyluris etias is een vlindersoort uit de familie van de prachtvlinders (Riodinidae), onderfamilie Riodininae.
Ancyluris etias werd in 1859 beschreven door Saunders.